# Мухолов-клинодзьоб жовтобровий
Мухолов-клинодзьоб жовтобровий (Todirostrum chrysocrotaphum) — вид горобцеподібних птахів родини тиранових (Tyrannidae). Мешкає в Амазонії.

## Підвиди
Виділяють п'ять підвидів:
- T. c. guttatum Pelzeln, 1868 — південно-східна Колумбія, схід Еквадору, крайній північний схід Перу і північний захід Бразилії;
- T. c. neglectum Carriker, 1932 — схід і південний схід Перу, південний захід Бразильської Амазонії і північна Болівія;
- T. c. chrysocrotaphum Strickland, 1850 — північний схід і схід Перу (на південь від Мараньйону), захід Бразильської Амазонії;
- T. c. simile Zimmer, JT, 1940 — південь Бразильської Амазонії;
- T. c. illigeri (Cabanis & Heine, 1860) — південний схід Бразильської Амазонії.

## Поширення і екологія
Жовтоброві мухолови-клинодзьоби мешкають в Колумбії, Венесуелі, Бразилії, Еквадорі, Перу і Болівії. Вони живуть у вологих рівнинних і заболочних тропічних лісах. Зустрічаються на висоті до 1400 м над рівнем моря.